# 3F villamos (Szeged)
A szegedi 3F jelzésű villamos Tarján és a Fonógyári út között közlekedik. A viszonylatot a Szegedi Közlekedési Társaság üzemelteti.

## Története
A Tarján városrésztől a Fonógyári út irányába és vissza közlekedik, ezzel átszelve a várost. A villamos a belvárosban halad át, közel a Kárász utcához (Szeged sétálóutcája), ezek után az Anna-kúthoz érkezve keresztezi az 1-es és 2-es villamos vonalát.

## Járművek
A viszonylaton 2011. január 19-ig tízajtós FVV HCS–10a villamosok (Bengálik/Tuják) jártak; 2011. január 19-től Tatra KT4D és Tatra T6A2H típusú villamosok járnak.

## Útvonala

Útvonal térkép

| Fonógyári út felé | Tarján felé |
| --- | --- |
| Tarján vá. – József Attila sugárút – Tisza Lajos körút – Dugonics tér – Kálvária sugárút – Bajai út – Fonógyári út vá. | Fonógyári út vá. – Bajai út – Kálvária sugárút – Dugonics tér – Tisza Lajos körút – József Attila sugárút – Tarján vá. |

## Megállóhelyei
Az átszállási kapcsolatok között a Tarján és a Vadaspark között azonos útvonalon közlekedő 3-as villamos nincs feltüntetve.

## Galéria

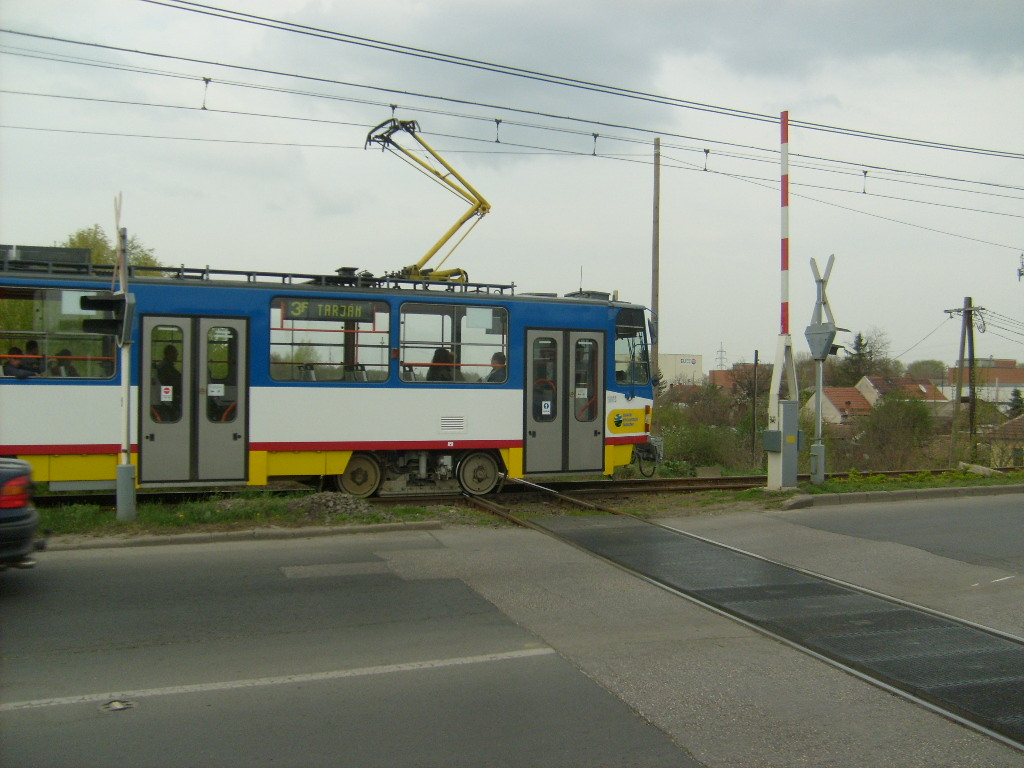
A villamos keresztezi a békéscsabai vasútvonalat
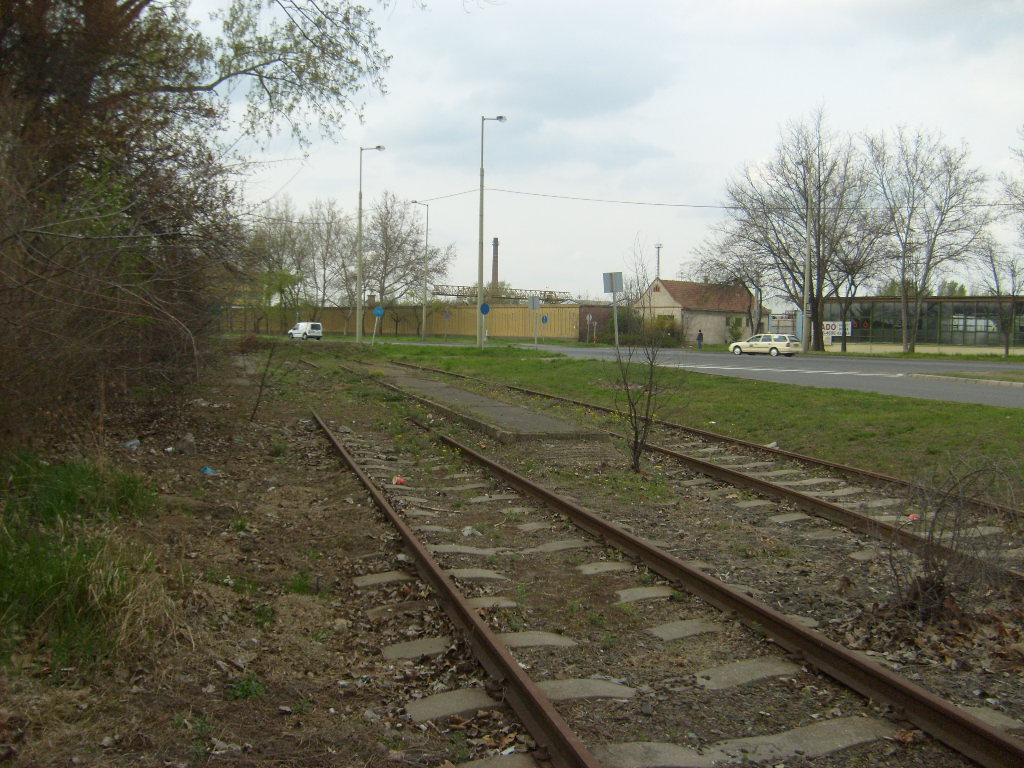
A Postás sporttelepi volt végállomás
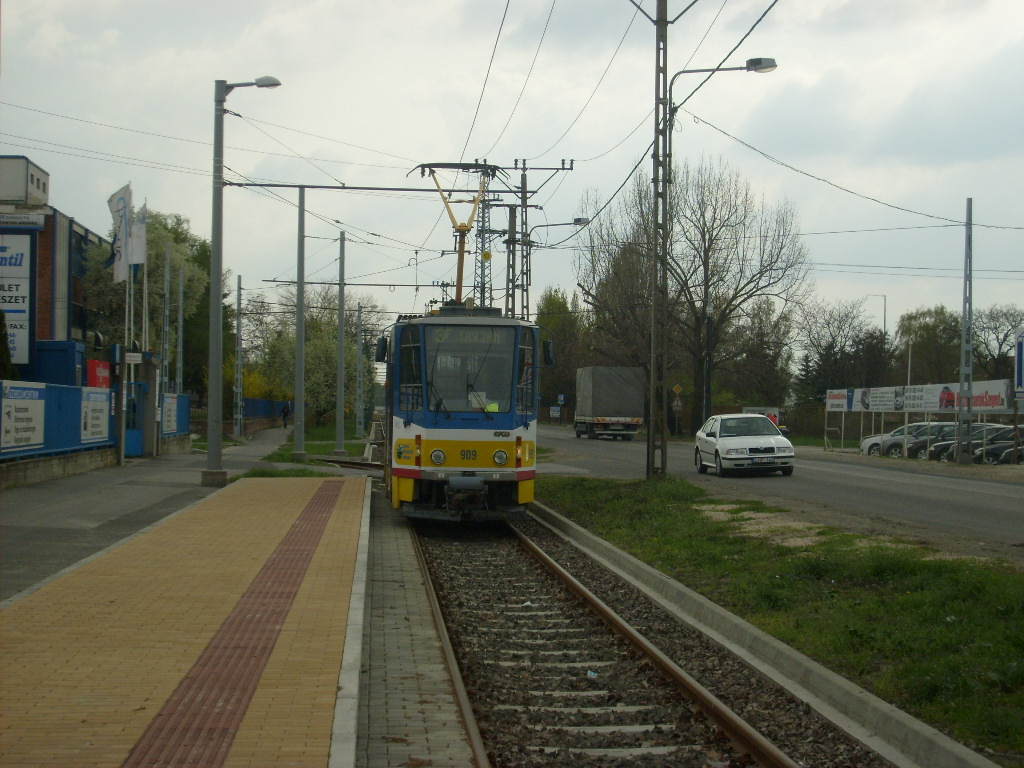
Tatra T6A2 tolat a deltavágányra
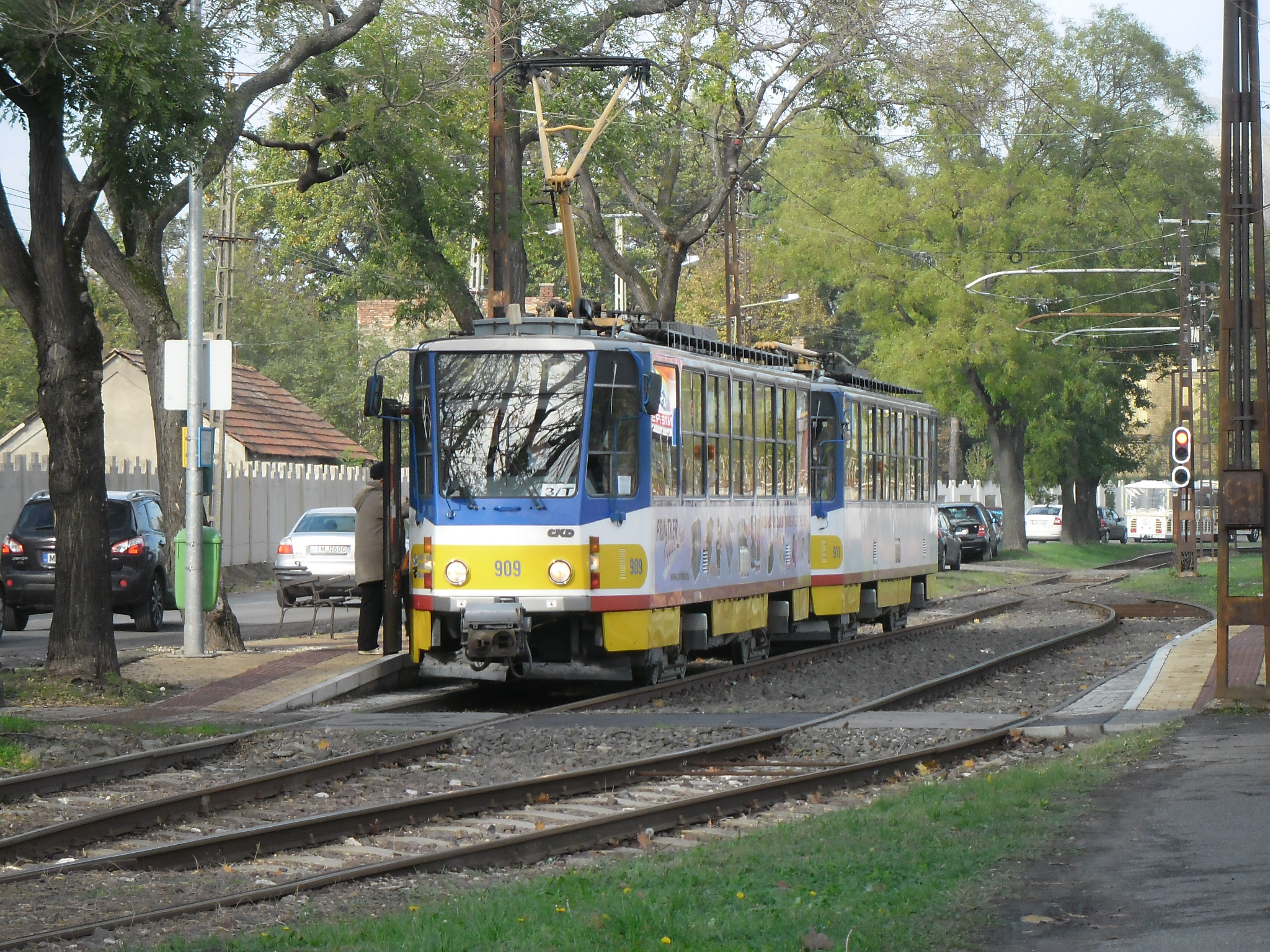
Egy csatolt Tatra T6A2 szerelvény a Belvárosi temetőnél halottak napján, a megnövekedett utasforgalom miatt